# Caminos cruzados
Caminos Cruzados (lit. Caminhos Cruzados) é uma telenovela mexicana produzida por Herval Rossano para a Televisa e exibida pelo Canal de las Estrellas entre 9 de janeiro e 12 de abril de 1995, às 19h30 (posteriormente transferida para 18h30).
É baseada na novela Tudo ou Nada, exibida pela Rede Manchete em 1986 e dirigida por Herval Rossano.
Foi protagonizada por Mariana Levy e Ariel López Padilla, com atuação antagônica de Margarita Gralia.

## Sinopse
Patricia é uma mulher sensível e inteligente que começa a trabalhar para a firma de Ambrosio e de Cesar Augusto (pai e filho). Ambos se apaixonam por ela, porem Cesar Augusto é noivo de Valeria.

## Elenco
- Mariana Levy - Patricia Álvarez
- Ariel López Padilla - César Augusto Jiménez e Cisneros
- Margarita Gralia - Emma Ulloa de Jiménez e Cisneros
- Roberto Vander - Ambrosio Jiménez e Cisneros
- Carmen Amezcua - Mónica Valle
- Isabel Andrade - Celia
- Dacia Arcaráz - Marilú
- Odiseo Bichir - Orlando
- Héctor Cruz - Reynaldo
- Laura Forastieri - Gaby
- Octavio Galindo - Pedro
- Javier Gómez - Mario Santander
- Tania Helfgott - Valeria
- Norma Lazareno - Gigi Dumont
- Luis Xavier - Leoncio
- Mercedes Molto - Jackie
- Gerardo Murguía - Manuel Burgos Ulloa
- Martha Navarro - Silvia
- Raquel Pankowsky - Inés
- David Rencoret - Rafael
- Lucy Tovar - Rocío
- Arath de la Torre - Rubén
- Regina Torné - Katy
- Ricardo Blume - Olegario
- Gaston Tuset - Dr. Steve Miller
- Rosa María Bianchi - Alicia
- Monserrat Gallosa - Elenita
- Hilda Aguirre - Lilia
- Mónika Sánchez - Lucía
- Eduardo Rivera - Diego
- Maricruz Nájera - Elsa
- Vanessa Angers - Odette
- Janet Pineda - Anita
- Marcos Valdés - Carlos
- Raúl Azkenazi - Pérez
- Mario Carballido - Eduardo
- Janet Ruíz - Sandra
- Eva Prado - Julia
- Paulina Lazareno - Marisol
- Claudia Abrego
- Bárbara Córcega
- Clara María Dian
- Surya MacGregor
- Teo Tapia
- Anita Klesky
- Rolando Valenzuela
- John Knuckey
- David Guzmán
- Renato Munster
- Claudia Campos
- Claudia Cañedo
- Carlos Espinosa
- Graciela Estrada
- Francisco Fandino
- Patricia Lukin
- Rubén Morales
- Mario Prudomme
- Darwin Solano
- Nelson Velázquez
- Ricardo Vera
- Elias Rubio

## Exibição

### Em Portugal
Foi exibida em Portugal pela RTP1 entre 18 de dezembro de 1995 a 02 de abril de 1996.

## Versões
- Caminos Cruzados é um remake da telenovela brasileira Tudo ou Nada, produzida pela Rede Manchete entre 1986 e 1987, dirigida por David Grimberg, Lucas Bueno e Herval Rossano (produtor e diretor desta versão) e com as participações de Elizângela, Edwin Luisi e Othon Bastos.